# Drancy
Die französische Gemeinde Drancy [dʁɑ̃si] ist eine Stadt mit 71.312 Einwohnern (Stand 1. Januar 2022) nordöstlich von Paris, etwa zehn Kilometer vom Pariser Stadtzentrum entfernt. Sie gehört zum Département Seine-Saint-Denis. Die Bewohner nennen sich Drancéens.
Dort befand sich von 1941 bis 1944 das Sammellager Drancy, von dem die Mehrheit der französischen Juden, Roma und andere in die Vernichtungslager, hauptsächlich nach Auschwitz, deportiert wurden.

## Geographie
Die Stadt Drancy dehnt sich über eine Fläche von 776 ha im Nordosten des Départements Seine-Saint-Denis aus. Im Osten grenzt sie an La Courneuve, im Norden an Le Bourget, im Westen an Aulnay-sous-Bois und im Süden an Bobigny.

## Name
Der Name Drancy stammt aus dem mittellateinischen Derenciacum, zuvor Terentiacum, Staat des Terentius, eines gallo-römischen Landbesitzers.

## Geschichte

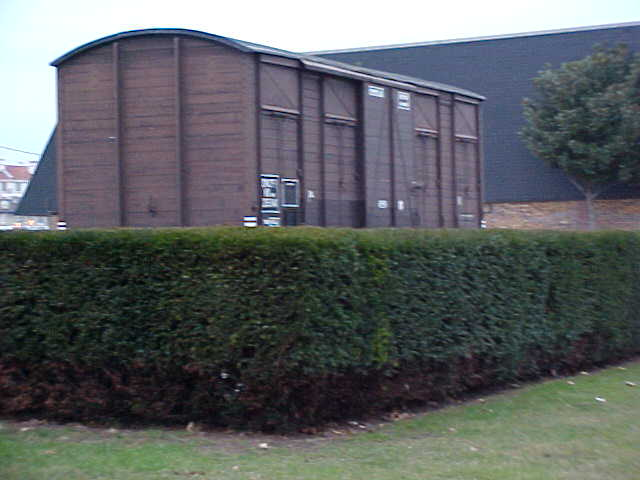
Gedenkwaggon; am Rande die nahezu unveränderten Wohnblöcke

Im 17. Jahrhundert war Drancy in zwei Orte geteilt: Drancy le Grand und Petit Drancy. Das heutige Viertel Village Parisien steht auf dem ehemaligen Weiler von Groslay, der vom Wald von Bondy umgeben war. In den 1930er Jahren entstanden dort die ersten Wohnhochhäuser in Europa, die Cité de la Muette, als Zeichen der architektonischen Moderne, die unmittelbar nach ihrer Fertigstellung als Sammellager Drancy unrühmliche Bekanntheit fanden. Heute befinden sich dort, wie ursprünglich vorgesehen, Sozialwohnungen (HLM), gleichzeitig ist es auch ein Erinnerungsort an die Deportation geworden: 1976 wurde dort ein Denkmal des Bildhauers Shlomo Selinger errichtet, das an die französischen Juden erinnern soll, die von diesem Sammellager aus nach Osten deportiert wurden. Teil des Denkmals ist der 1988 eröffnete Gedenkwaggon (wagon témoin).

## Sehenswürdigkeiten und Denkmäler

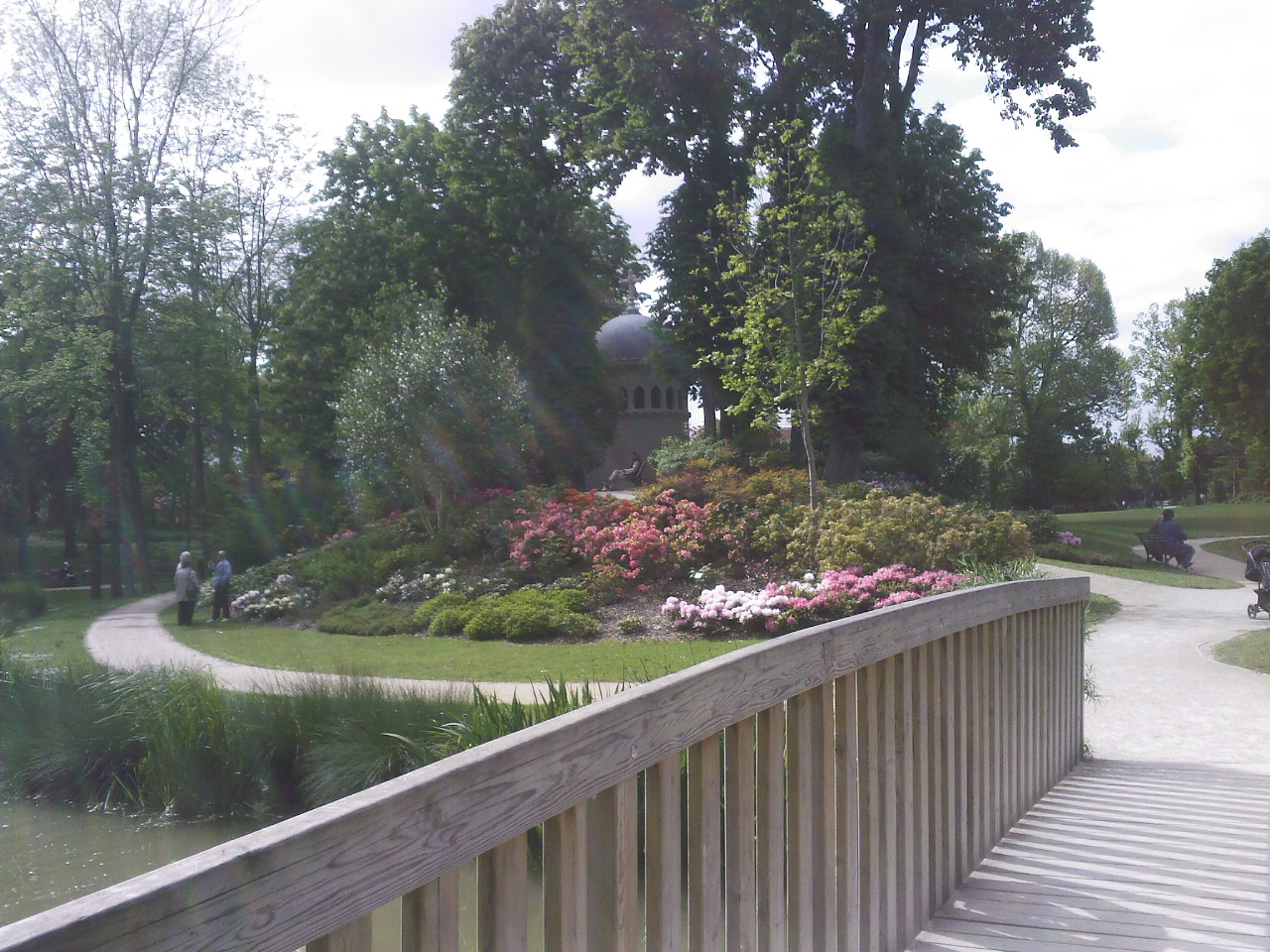
Park und Mausoleum von Ladoucette

Drancy besitzt einige Sehenswürdigkeiten, wie das Schloss von Ladoucette, in dessen Park das Mausoleum der Duchesse von Ladoucette steht, sowie das Denkmal zur Erinnerung an die deportierten Juden.

## Verkehr

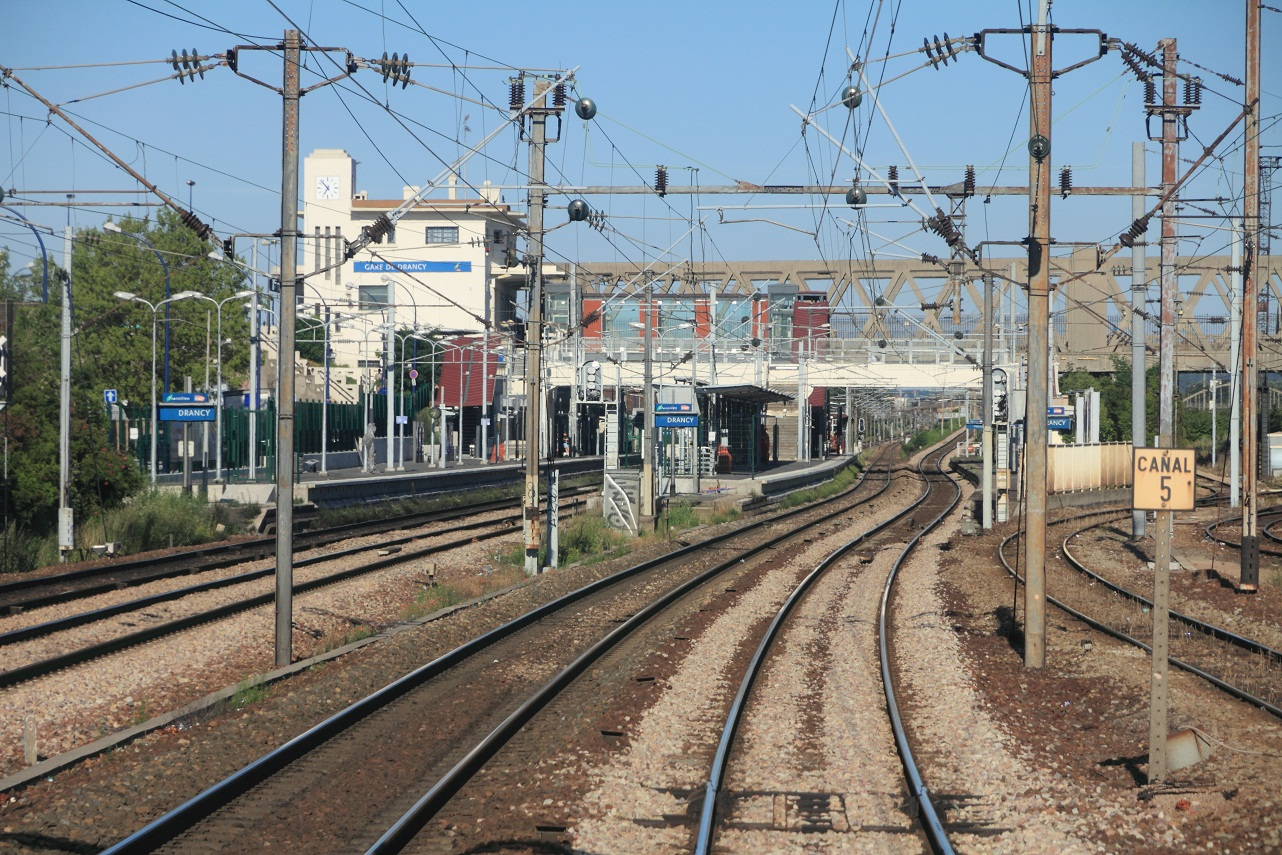
Bahnhof

Drancy hat einen Bahnhof an einem 1868 durch die Compagnie des chemins de fer du Nord eröffneten Abschnitt der Bahnstrecke La Plaine–Hirson. Das heutige Empfangsgebäude stammt aus dem Jahr 1936, aktuell halten dort die Züge der Linie B des Schnellbahnnetzes Réseau express régional d’Île-de-France (RER).

## Sport
Die Fußballer des 1903 gegründeten Vereins Jeanne d'Arc de Drancy, die ihre Spielstätte im Stade Charles Sage (Kapazität: 2500 Plätze) haben, sind zwischen 2003 und 2009 aus der zehnthöchsten bis in die vierte Liga, den Championnat de France Amateur, aufgestiegen. Zudem gelang es ihnen, im landesweiten Pokalwettbewerb um die Coupe de France 2010/11 bis in die Runde der besten 16 Mannschaften vorzudringen.
Die Schachspieler des Klubs Cavalier Bleu de Drancy gehörten bis 2010 sogar für viele Jahre den Top 16, der obersten französischen Spielklasse, an; 2016 spielten sie erneut in der höchsten Spielklasse, der Top 12. Der zweifache französische Meister Nicolas Giffard war Mitglied des Vereins.

## Persönlichkeiten
In Drancy geboren:
- Henri-Charles Oulevay (1834–1915), Maler und Illustrator
- Joseph Tellechéa (* 1926), Fußballer
- Raphaël Tellechea (1930–2008), Fußballer
- Jean-Marcel Brouzes (* 1953), Radrennfahrer
- Denis Langlois (* 1968), Leichtathlet
- Mathias Kouo-Doumbé (* 1979), Fußballer
- Niels Brouzes (* 1981), Radrennfahrer
- Akrem Hamdi (* 1987), Rugbyspieler
- Jordan Bardella (* 1995), Politiker
- Haris Belkebla (* 1994), Fußballer
- Loris Mouyokolo (* 2001), französisch-kongolesischer Fußballspieler
- Dehmaine Tabibou (* 2005), französisch-komorischer Fußballspieler

Andere Persönlichkeiten:
- Familie de Séguier – Feudalherren in Drancy im 17. Jahrhundert, deren Wappen die Stadt bis heute führt.
- Mélanie Berger-Volle (* 1921), österreichisch-französische Widerstandskämpferin gegen Austrofaschismus und Nationalsozialismus sowie Zeitzeugin; lebte von 1969 bis 1982 in Drancy.[3]
- Jean-Christophe Lagarde (* 1967) war von 2001 bis 2017 Bürgermeister von Drancy und ist Vorsitzender der Partei UDI.

## Städtepartnerschaften
- Eisenhüttenstadt (Deutschland)
- Gorée (Senegal)
- Prag (Tschechien)
- Willenhall (Vereinigtes Königreich)